# Stoibermühlsee
Der Stoibermühlsee, auch Badesee Stoibermühle genannt, ist ein 12,4 ha großer Badesee im Landkreis Freising mit großer Liegefläche, angrenzendem Biergarten und Spielplatz.

## Beschreibung
Der See liegt zwischen Freising im Westen, Marzling jenseits der Isarauen im Norden und dem Münchner Flughafen im Süden wenig östlich des Laufs der Goldach. 
An der tiefsten Stelle ist er neun Meter tief. Im südlichen Bereich des Sees liegt ein Biotop in Form eines Pflanzenschutzgürtels. Im See befinden sich zwei Inseln.
Der Baggersee entstand in den Jahren 1977 bis 1980 durch Kiesentnahme für den Bau der Autobahn München-Deggendorf (A 92), die rund 200 Meter nördlich am See vorbeiführt. 1992 wurde der Kiesabbau fortgesetzt, wodurch sich die Wasseroberfläche von 9,3 Hektar auf etwa 12,4 Hektar vergrößerte.
Der See wurde vom Erholungsflächenverein zum Badesee umgestaltet. Am 4. Juli 1994 wurde das Gebiet offiziell eröffnet.